# Azor Matusiwa
Azor Matusiwa (* 28. April 1998 in Hilversum) ist ein niederländischer Fußballspieler angolanischer Abstammung. Er steht bei Stade Rennes unter Vertrag und war niederländischer Nachwuchsnationalspieler.

## Karriere

### Verein
Azor Matusiwa begann im Alter von fünf Jahren bei HSV Wasmeer im Hilversum in der Nähe von Amsterdam in der Provinz Noord-Holland mit dem Fußballspielen und wechselte im Jahr 2011 im Alter von 13 Jahren zu Almere City FC. 2013 ging er in die Nachwuchsakademie von Ajax Amsterdam. Am 21. November 2016 lief Matusiwa beim 2:2 im Auswärtsspiel in der zweiten niederländischen Liga gegen die Zweitvertretung des FC Utrecht erstmals für die Reservemannschaft auf. Nachdem er zum Ende der Saison 2016/17 den Jugendmannschaften entwachsen war, lief er am 6. Mai 2018 beim 2:1-Auswärtssieg gegen Excelsior Rotterdam erstmals für die Profimannschaft in der Eredivisie auf, wobei Azor Matusiwa in der Anfangsformation stand. In der Hinrunde der neuen Saison kam er auch aufgrund einer Leistungsverletzung lediglich dreimal in der Reservemannschaft zum Einsatz.
Zur Rückrunde der Saison 2018/19 wechselte er leihweise zu BV De Graafschap. Von Beginn an gehörte Azor Matusiwa zu den Stammspielern und kam zu 16 Einsätzen. Mit BV De Graafschap qualifizierte er sich für die Auf- und Abstiegs-Play-offs, in denen der Klub aus dem Achterhoek in der Finalrunde gegen Sparta Rotterdam nach einem 2:1-Auswärtssieg und einer 0:2-Heimniederlage abstieg und somit den Gang in die zweite Liga antreten musste. Zur Saison 2019/20 kehrte er nicht zu Ajax zurück, sondern schloss sich dem FC Groningen an. Matusiwa unterschrieb einen Vertrag mit einer Laufzeit von über vier Jahren. In seiner ersten Saison, der Saison 2019/20, erkämpfte er sich einen Stammplatz und war als defensiver Mittelfeldspieler gesetzt. Die Saison musste aufgrund der Corona-Pandemie vorzeitig abgebrochen werden. In der Saison 2020/21 fehlte Azor Matusiwa in einigen Spielen verletzungsbedingt, war allerdings weiterhin Teil der Stammelf.
Kurz vor Ende der Sommertransferperiode der Saison 2021/22 wechselte er nach Frankreich in die Ligue 1 zu Stade Reims. Dort unterschrieb Atusiwa einen Vertrag mit einer Laufzeit von fünf Jahren.
Im Januar 2024 wechselte er für eine geschätzte Ablöse in Höhe von 15,5 Millionen Euro innerhalb der Ligue 1 zu Stade Rennes.

### Nationalmannschaft
Azor Matusiwa spielte siebenmal für die niederländische U16-Nationalmannschaft. Im November 2019 gehörte er erstmals zum Kader der niederländischen U21, kam allerdings nicht zum Einsatz.

## Persönliches
Der Vater von Azor Matusiwa ist ein angolanischer Flüchtling und sowohl er selbst als auch seine Familie erhielten 2005 eine Aufenthaltsgenehmigung. Azors älterer Bruder Diangi ist ebenfalls ein Fußballspieler.